# Législation sur les armes d'assaut aux États-Unis
La législation sur les armes d'assaut aux États-Unis correspond à l'ensemble des propositions de loi et des lois du Congrès qui limite l'achat, la vente, la fabrication et l'utilisation des armes d'assaut. Le 13 septembre 1994, le président Bill Clinton signe le Federal Assault Weapons Ban, loi fédérale qui inclut la prohibition de la fabrication pour une utilisation civile de certaines armes semi-automatiques considérées comme armes d'assaut tout comme les chargeurs à grande capacité de munitions. La loi est un bannissement de dix ans qui expire en septembre 2004. Toutes les tentatives ultérieures pour renouveler ce bannissement ont échoué. Plusieurs États ont banni les armes d'assaut avant la loi de 1994 comme la Californie, le Connecticut, le Maryland, le Massachusetts, le New Jersey et New York.

## Loi fédérale de 1994
À la suite de la fusillade de la cour d'école de Stockton dans laquelle cinq enfants meurent, le président des États-Unis George H. W. Bush bannit l'importation des armes semi-automatiques en mars 1989. En juillet 1989, l'interdiction devient permanente. En novembre 1993, le bannissement est voté au Sénat des États-Unis. En mai 1994, les anciens présidents Gerald Ford, Jimmy Carter et Ronald Reagan écrivent à la chambre des représentants des États-Unis pour soutenir ce projet de loi. La loi entre en vigueur en septembre 1994.